# Châteauvieux (Alpy Wysokie)
Châteauvieux – miejscowość i gmina we Francji, w regionie Prowansja-Alpy-Lazurowe Wybrzeże, w departamencie Alpy Wysokie.

## Demografia
Według danych na rok 1990 gminę zamieszkiwały 332 osoby, a gęstość zaludnienia wynosiła 47 osób/km². W styczniu 2015 r. Châteauvieux zamieszkiwało 485 osób, przy gęstości zaludnienia wynoszącej 68,6 osób/km².